# پولاری، کبک
پولاری (به فرانسوی: Poularies) شهری در منطقه شهری آبیتیبی-وست ناحیه آبیتیبی-تمیسکامنگ در استان کبک کانادا است. در سرشماری سال ۲۰۱۱ این شهر ۷۱۹ نفر جمعیت داشته‌است و مساحت آن ۱۶۴٫۹۵ کیلومتر مربع است.